# Rezerwat przyrody Konewka
Rezerwat przyrody Konewka – leśny rezerwat przyrody w gminie Inowłódz, w powiecie tomaszowskim, w województwie łódzkim. Znajduje się w pobliżu miejscowości Konewka, na terenie Spalskiego Parku Krajobrazowego oraz specjalny obszar ochrony siedlisk sieci Natura 2000 Lasy Spalskie PLH100003.
Oryginalnie zajmował powierzchnię 99,91 ha, w 2024 powiększono go do 113,84 ha oraz ustanowiono otulinę o wielkości 16,05 ha. Został powołany Zarządzeniem Ministra Leśnictwa i Przemysłu Drzewnego z 11 października 1978 roku (M.P. z 1978 r. nr 33, poz. 126, § 8). Według aktu powołującego, celem ochrony jest zachowanie fragmentu lasu o charakterze naturalnym, należącego do zespołu świetlistej dąbrowy.
Oprócz świetlistej dąbrowy, której dębowy drzewostan liczy od 160 do 260 lat, występuje tu grąd subkontynentalny. Florę rezerwatu reprezentuje ponad 150 gatunków roślin, w tym wiele rzadkich m.in.: jaskier wielokwiatowy, pięciornik biały, sierpik barwierski, dziurawiec skąpolistny, widłak jałowcowaty, lilia złotogłów, kokoryczka wonna, naparstnica zwyczajna, miodownik melisowaty, czerniec gronkowy. Ze względu na główny ekosystem typ rezerwatu określono jako leśny i borowy, a podtyp – lasów mieszanych nizinnych.
Według obowiązującego planu ochrony ustanowionego w 2007 roku, obszar rezerwatu objęty jest ochroną czynną.